# Bomberman Party Edition
Bomberman Party Edition, pubblicato semplicemente in Giappone ed in Europa come Bomberman (ボンバーマン?, Bonbāman), è un videogioco d'azione sviluppato e pubblicato da Hudson Soft per PlayStation nel 1998. Il gioco è una conversione aggiornata dell'originale del 1983 che presenta una grafica più moderna, inoltre è presente anche un'opzione che permette di ripristinare quella vintage. Successivamente è stato distribuito sul servizio online PlayStation Network rispettivamente il 28 maggio 2008 in Giappone e il 10 dicembre 2009 nel Nord America.

## Modalità di gioco
La modalità giocatore singolo è molto simile a quella presente nella versione originale di Bomberman del 1983, il giocatore prende il controllo del famoso Bomberman in un'ampia area, che presenta numerosi blocchi distruttibili o meno. I primi possono essere distrutti mediante l'utilizzo delle bombe a tempo ed in alcuni casi sotto a questi ostacoli saranno presenti dei potenziamenti che potranno aumentare la velocità del personaggio, il raggio d'azione degli esplosivi, il numero delle bombe da posizionare per volta, fare esplodere quest'ultime tramite la pressione di un singolo tasto oppure la possibilità di camminare sopra ad esse oppure sui muri. Alcuni power-up sono temporanei, i quali possono garantire una limitata invincibilità contro le esplosioni ed i mostri. Le ambientazioni di ogni zona esplorabile ricordano quelle di Super Bomberman per via del fatto che ognuna di queste ha un tema differente ed inoltre fanno ritorno i Louies, animali somiglianti a canguri con poteri diversi a seconda del colore del loro manto, apparsi per la prima volta in Bomberman '94.
L'obiettivo di ogni livello, cinquanta in tutto, è quello di liberare l'intera ambientazione dalle creature ed a quel punto apparirà un portale che permetterà di accedere all'area successiva. Dopo il completamento di un numero prestabilito di livelli, si potrà accedere ad uno bonus, nel quale il giocatore sarà invincibile e dovrà sconfiggere un'orda infinita di mostriciattoli per aumentare notevolmente il proprio punteggio totale fino ad ottenere una vita bonus.
La modalità multigiocatore presenta otto percorsi, ognuno dei quali presenta tre differenti livelli, affrontabili fino ad un massimo di cinque giocatori tramite un multitap.